# Яншихово-Челлинское сельское поселение
Янши́хово-Чёлли́нское се́льское поселе́ние (чув. Еншик Чуллă ял тăрăхĕ) — (чув. Еншик Чуллă ялĕ) — упразднённое муниципальное образование в Красноармейском районе Чувашии.
Административный центр сельского поселения — деревня Яншихово-Челлы.
Законом Чувашской Республики от 14.05.2021 № 30 к 24 мая 2021 года упразднено в связи с преобразованием Красноармейского района в муниципальный округ.

## Состав сельского поселения
В состав сельского поселения входили: деревня Яншихово-Челлы, деревня Вурманкасы, село Именево, деревня Малые Собары, деревня Малые Челлы, деревня Первые Синьялы, деревня Санькасы, деревня Серткасы, посёлок при станции Траки, деревня  Чумаши и деревня Шорги.
Именево, Серткасы, Чумаши и Шорги составляют отдельный куст населенных пунктов, исторически слабо контактирующий с остальной частью сельского поселения.

## Население
| 2010  | 2012  | 2013  | 2014  | 2015  | 2016  | 2017  |
| ----- | ----- | ----- | ----- | ----- | ----- | ----- |
| 1314  | ↘1280 | ↘1262 | ↘1215 | ↘1154 | ↘1101 | ↘1066 |
| 2018  | 2019  | 2020  | 2021  |       |       |       |
| ↘1051 | ↘1026 | ↘1018 | ↘1008 |       |       |       |

## Географическое положение
Яншихово-Чёллинское сельское поселение расположено в восточной части Красноармейского района Чувашской Республики на расстоянии 7 км от районного центра, на расстоянии 55 км от столицы Республики — г. Чебоксары и граничит на севере и востоке с Цивильским районом, на юге — Алманчинским сельским поселением, на западе — Красноармейским сельским поселением, границей с которым является река Большой Цивиль.В Яншихово Челлах имеется школа, в которой обучаются дети из пяти близлежащих деревень; модельная библиотека; СХПК «Прогресс» (бывший колхоз). В деревне насчитывается свыше 130 дворов, в которых проживают 655 жителей, чуваши.
Добраться до Яншихово-Челл можно:
- с центрального вокзала Чебоксар на автобусе № 160, на коммерческих автобусах и на частных маршрутках.
- с железнодорожного вокзала на ежедневном междугороднем поезде «Чебоксары-Канаш», станция Траки.

### Картографическое описание границ муниципального образования
Граница Яншихово-Челлинского сельского поселения начинается от места впадения реки Малая Шатьма в реку Большой Цивиль. От этой точки она проходит 1000 м посередине реки Большой Цивиль до границы СХПК «Дружба», расположенного на территории Яншихово-Челлинского сельского поселения и ОИО НИИСХ ОПХ «Колос» Цивильского района. Затем по упомянутой границе идет на юго-восток, пересекает автотрассу Красноармейское — Цивильск, Горьковскую железную дорогу, трубопровод Уренгой — Ужгород, огибает юго-западную границу деревни Верхние Кунаши, по северо-восточной границе садоводческого товарищества «Механизатор» и проходит в восточном направлении 700 м и в южном направлении 750 м до реки Шумажор, пересекает её и идёт в юго-западном направлении по восточной границе СХПК «Свобода», расположенного на территории Яншихово-Челлинского сельского поселения и ГУП ОПХ «Броневик» Цивильского района на протяжении 2800 м. Далее в том же направлении 1500 м идёт по северо-западной границе СХПК «Луч» Цивильского района и СХПК «Свобода», поворачивает на юг и проходит 1000 м до реки Тюрарка. Далее посередине реки в юго-западном направлении походит 1200 м, поворачивает на северо-запад и пройдя 1600 м, выходит на восточную границу СХПК «Новая Сила», по которой идет в юго-западном направлении 3100 м и западном направлении 650 м, в северо-западном направлении 1250 м, 250 м северо-восточном направлении по границе Сорминского лесничества Опытного лесхоза, 2250 м в северо-западном направлении до реки Большой Цивиль. Затем граница поворачивает на север и проходит по течению указанной реки 750 м и на северо-восток 4250 м по течению этой же реки.

## Достопримечательности
- памятник павшим воинам в ВОВ,
- озеро Вурманкас.

## Организации
- Женский совет;
- Совет ветеранов;
- Добровольная народная дружина.

### Адреса организаций

#### Администрация Яншихово-Челлинского сельского поселения
Адрес: 429625 Чувашская Республика, Красноармейский район,
д. Яншихово-Чёллы, ул. Школьная д. 1, тел. 34-2-19

#### МБОУ "Яншихово-Чёллинская СОШ"
Адрес: 429625 Чувашская Республика, Красноармейский район,
д. Яншихово-Чёллы ул. Лесная д. 1,тел. 34-2-40

#### СХПК «Прогресс»
Адрес: 429625 Чувашская Республика, Красноармейский район,
д. Яншихово-Чёллы ул. Учительская, д. 1, тел. 2-19-62

#### СХПК «Новая Сила»
Адрес: 429625 Чувашская Республика, Красноармейский район,
д. Малые Челлы ул. Луговая, дом 10, тел. 34-2-40

#### СХА «Заря»
Адрес: 429625 Чувашская Республика, Красноармейский район,
д. Яншихово-Чёллы ул. Лесная, дом 34, тел. 34-2-49